# روبرت دورنهلم
روبرت دورنهلم (به آلمانی: Robert Dornhelm؛ زادهٔ ۱۷ دسامبر ۱۹۴۷) کارگردان اهل اتریش است. از آثار او می‌توان به آنه فرانک: تمام داستان، جنگ و صلح و ژست بیشتر اشاره کرد. 